# Rifugio Graffer al Grostè
Il rifugio Graffer al Grostè è un rifugio alpino situato nella sezione occidentale delle Dolomiti di Brenta, sul versante di Madonna di Campiglio, a quota 2.261 m in località Grostè nel comune di Tre Ville (TN).
Il rifugio è di proprietà del SAT ed è intitolato all'alpinista trentino Giorgio Graffer (1912-1940).

## Storia

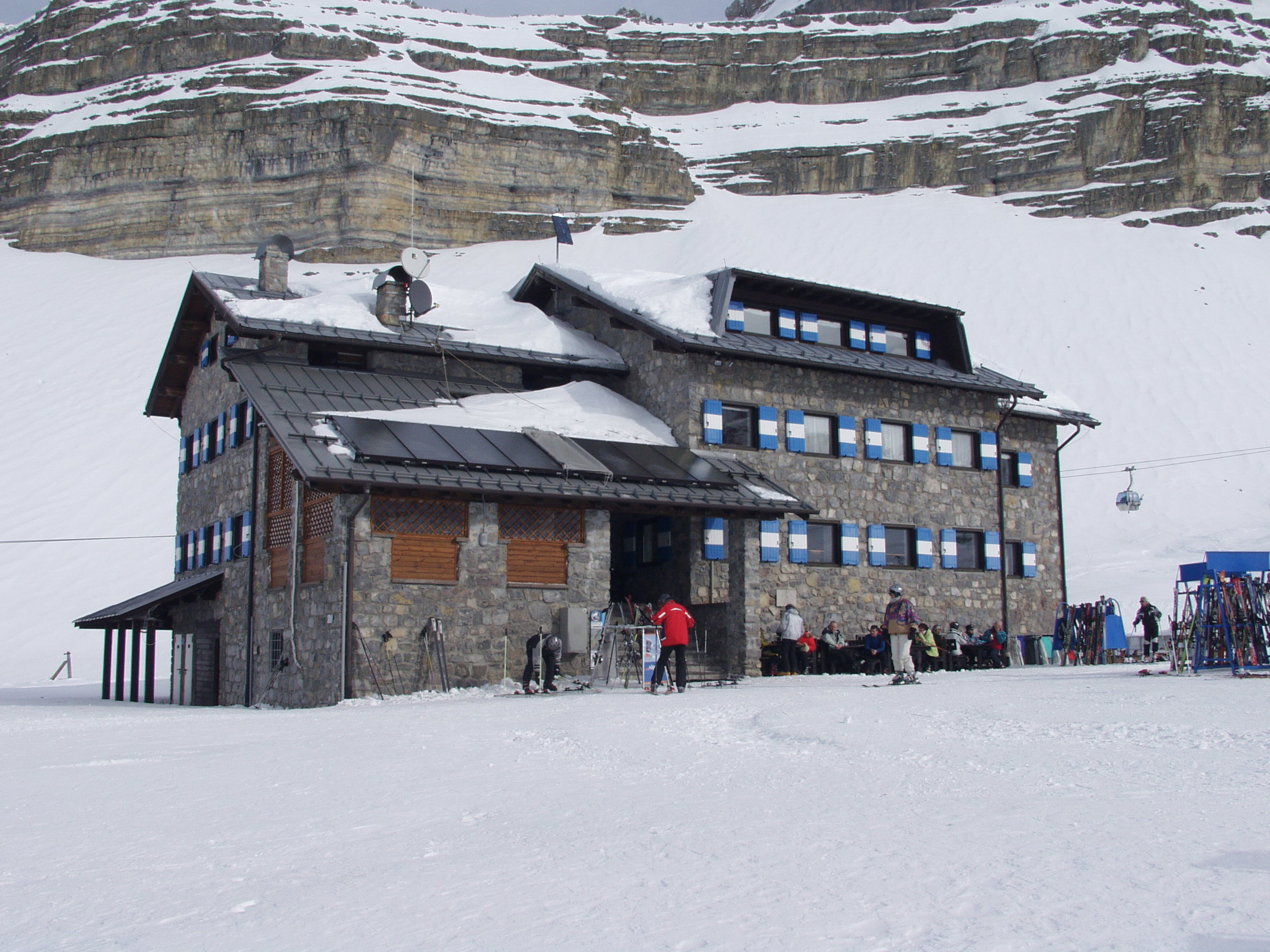
Il rifugio in inverno

Inaugurato nel 1947, è stato completamente ristrutturato nel 1990 e dispone attualmente di ristorante e di 70 posti letto (in estate). Prevede un'apertura completa dal 20 giugno al 20 settembre ed un'apertura parziale dal 1 di dicembre al 25 di aprile (solo bar e ristorante).

## Accessi
- Dal passo Campo Carlo Magno (m 1.681) si segue la strada forestale che porta ai prati di Pozza Vecchia (1.750 m) e alla Pozza di Boc (1.890 m). Tempo di percorrenza circa 2 ore.
- Con funivia: la cabinovia Grostè porta dal passo Campo Carlo Magno fino al passo del Grostè (2.442 m), si prosegue seguendo il segnavia 301 fino al rifugio (totale circa 20 minuti).

## Ascensioni
È un'ottima base di partenza per ascensioni alpinistiche sulla cima Falkner (2.999 m), la cima Grostè (2.901 m), la cima Roma (2.837 m) e il Corno di Flavona (2.768 m).

## Escursioni
- Passeggiata al lago di Tovel, con passaggio tra foreste di abeti nella valle fino al lago
(percorrenza circa 3 ore).
- Alla malga Spora con sentiero segnalato e panoramico attraversante le due catene settentrionali del Brenta.
- Alle cascate di Vallesinella, coi sentieri n. 331 e 382.
- Al bivacco Bonvecchio per il sentiero Costanzi (percorso alpinistico solo per esperti).
- Alla Bocca di Tuckett tramite il sentiero Benini, con percorso spesso innevato (per esperti).
- Traversata del Brenta col sentiero n. 336, la via delle Bocchette (per esperti).
- Al Rifugio Casinei.